# El Pla de Santa Maria
El Pla de Santa Maria è un comune spagnolo di 1 669 abitanti situato nella comunità autonoma della Catalogna.